# Saint-Saturnin (Cher)
Saint-Saturnin is een gemeente in het Franse departement Cher (regio Centre-Val de Loire) en telt 466 inwoners (1999). De plaats maakt deel uit van het arrondissement Saint-Amand-Montrond.

## Geografie
De oppervlakte van Saint-Saturnin bedraagt 39,5 km², de bevolkingsdichtheid is 11,8 inwoners per km².
De onderstaande kaart toont de ligging van Saint-Saturnin (Cher) met de belangrijkste infrastructuur en aangrenzende gemeenten.

## Demografie
Onderstaande figuur toont het verloop van het inwonertal (bron: INSEE-tellingen).